# Oeuvre van Richard Strauss
Dit artikel is een gedetailleerde lijst van alle composities van Richard Strauss. Het eerste deel is gesorteerd op opusnummer. Daarna worden de werken genoemd die geen opusnummer hebben, op alfabetische volgorde. 

## Werken met opusnummer
- Op. 1, Festmarsch voor groot orkest
- Op. 2, Strijkkwartet in A majeur
- Op. 3, Vijf pianostukken
- Op. 4, Suite in Bes majeur voor 13 blaasinstrumenten
- Op. 5, Sonate in b mineur voor piano
- Op. 6, Sonate in F majeur voor cello en piano
- Op. 7, Serenade in Es majeur voor wind ensemble
- Op. 8, Concert in d mineur voor viool en orkest
- Op. 9, Stimmungsbilder voor piano
- Op. 10, Acht gedichten voor hoge stem en piano
  1. Zueignung (Ja, du weibt es, teure Seele)
  2. Nichts (Nennen soll ich)
  3. Die Nacht (Aus dem Walde tritt die Nacht)
  4. Die Georgine (Warum so spät erst, Georgine?)
  5. Geduld (Geduld, sagst du und zeigst mit weibem Finger)
  6. Die Verschwiegenen (Ich habe wohl)
  7. Die Zeitlose (Auf frischgemahtem Weideplatz)
  8. Allerseelen (Stell auf den Tisch die duftenden Reseden)
- Op. 11, Concert in Es majeur voor hoorn en orkest (of piano)
- Op. 12, Symfonie in f mineur
- Op. 13, Pianokwartet in c mineur
- Op. 14, Wandrers Sturmlied voor zesstemmig koor en orkest
- Op. 15, Vijf liederen voor midden- en hoge stem en piano
  1. Madrigal (Ins Joch beug' ich den Nacken)
  2. Winternacht (Mit Regen und Sturmgebrause)
  3. Lob des Leidens (Oh schaht des Lebens Leiden nicht!)
  4. Aus den Liedern der Trauer (Dem Herzen ähnlich)
  5. Heimkehr (Leiser schwanken die Aste)
- Op. 16, Aus Italien, symfonische fantasie voor orkest
- Op. 17, Zes liederen voor hoge stem en piano
  1. Seitdem dein Aug' in meines schaute
  2. Standchen (Mach' auf)
  3. Das Geheimnis (Du fragst mich, Madchen)
  4. Aus den Liedern der Trauer (Von dunklem Schleier umsponnen)
  5. Nur Mut! (Lab das Zagen)
  6. Barkarole (Um der fallenden Ruder Spitzen)
- Op. 18, Sonate in Es majeur voor viool en piano
- Op. 19, Zes liederen voor stem en piano
  1. Wozu noch, Madchen, soll es frommen
  2. Breit uber mein haupt dein schwarzes Haar
  3. Schon sind, doch kalt die Himmelssterne
  4. Wie sollten wir geheim sie halten
  5. Hoffen und wieder verzagen
  6. Mein Herz ist stumm, mein Herz ist kalt
- Op. 20, Don Juan, symfonisch gedicht voor orkest
- Op. 21, Schlichte Weisen, vijf liederen voor hoge stem en piano
  1. All mein Gedanken
  2. Du meines Herzens Kronelein
  3. Ach Lieb, ich muß nun scheiden
  4. Ach weh mir ungluckhaftem Mann
  5. Die Frauen sind oft fromm und still
- Op. 22, Mädchenblumen voor stem en piano
  1. Kornblumen (Kornblumen nenn' ich die Gestalten)
  2. Mohnblumen (Mohnblumen sind die runden)
  3. Epheu (Aber Epheu nenn' ich jene Madchen)
  4. Wasserrose (Kennst du die Blume, die märchenhafte)
- Op. 23, Macbeth, symfonisch gedicht voor orkest
- Op. 24, Tod und Verklärung, symfonisch gedicht voor orkest
- Op. 25, Guntram, opera in drie akten
- Op. 26, Twee liederen voor stem en piano
  1. Frühlingsgedränge (Frühlingskinder im bunten Gedränge)
  2. O warts du mein
- Op. 27, Vier liederen voor hoge stem en piano
  1. Ruhe, meine Seele (Nich ein Luftchen regt sich leise)
  2. Cäcilie (Wenn du es wubtest)
  3. Heimliche Aufforderung (Auf, hebe die funkelnde Schale)
  4. Morgen (Und morgen wird die Sonne wieder scheinen)
- Op. 28, Till Eulenspiegels lustige Streiche voor orkest
- Op. 29, Drie liederen voor hoge stem en piano
  1. Traum durch die Dämmerung (Weite Wiesen im Dämmergrau)
  2. Schlagende Herzen
  3. Nachtgang (Wir gingen durch die stille milde Nacht)
- Op. 30, Also sprach Zarathustra, symfonisch gedicht voor orkest
- Op. 31, Vier liederen voor stem en piano
  1. Blauer Sommer (Ein blauer Sommer)
  2. Wenn (Und warst du mein Weib)
  3. Weißer Jasmin (Bleiche Blute)
  4. Stiller Gang, op.31 nr.4 (Der Abend graut)
- Op. 32, Vijf Liederen voor stem en piano
  1. Ich trage meine Minne
  2. Sehnsucht (Ich ging den Weg entlang)
  3. Liebeshymnus (Heil jenem Tag)
  4. O süßer Mai!
  5. Himmelsboten (Der Mondschein)
- Op. 33, Vier liederen voor stem en orkest
- Op. 34, Twee liederen voor zestienstemmig koor a capella
- Op. 35, Don Quixote, fantasievariaties voor orkest
- Op. 36, Vier liederen voor hoge stem en piano
  1. Das Rosenben (Im Frühlingsschatten fen ich sie)
  2. Für fünfzehn Pfennige
  3. Hat gesagt
  4. Anbetung (Die Liebste steht mir vor dem Gedanken)
- Op. 37, Zes liederen voor hoge stem en piano
  1. Gluckes genug (Wenn sanft du mir im Arme schliefst)
  2. Ich liebe dich (Vier ad'lige Rosse)
  3. Meinem Kinde (Du schläfst)
  4. Herr Lenz (Herr Lenz springt heute durch die Stadt)
  5. Hochzeitlich Lied (Lab Akaziendufte schaukeln)
- Op. 38, Enoch Arden
- Op. 39, Vijf liederen voor stem en piano
  1. Leises Lied (In einem stillen Garten)
  2. Junghexenlied (Als nachts ich überm Gebirge ritt)
  3. Der Arbeitsmann (Wir haben ein Bett)
  4. Befreit (Du wirst nicht weinen)
  5. Lied an meinen Sohn (Der Sturm behorcht mein Vaterhaus)
- Op. 40, Ein Heldenleben, symfonisch gedicht voor orkest
- Op. 41, Vijf liederen voor hoge stem en piano
  1. In der Campagna (Ich grüsse die Sonne)
  2. Am Ufer (Die Welt verstummt)
  3. Bruder Liederlich (Die Feder am Strohhut)
  4. Leise Lieder (Leise Leider sing ich dir)
- Op. 42, Twee composities voor mannenkoor
- Op. 43, Drie liederen voor hoge stem en piano
  1. An Sie (Zeit, Verkundigerin der besten...)
  2. Die Ulme zu Hirsau (Zu Hirsau in den...)
- Op. 44, Twee Liederen voor low stem en orkest
- Op. 45, Drie liederen voor mannenstemmen a capella
- Op. 46, Vijf gedichten voor stem en piano
  1. Elin Obdach gegen Sturm und Regen
  2. Gestern war ich Atlas
  3. Die sieben Siegel (Weil ich dich nicht legen kann)
  4. Morgenrot (Dort, wo der Morgenstern hergeht)
  5. Ich sehe wie in einem Spiegel
- Op. 47, Vijf liederen voor stem en piano
  1. 'Auf ein Kind (Aus der Bedrängnis)
  2. Des Dichters Abendgang (Ergehst du dich im Abendlicht)
  3. Ruckleben (An ihrem Grabe kniet' ich fest gebunden)
  4. Einkehr Bei einem Wirte wundermild)
  5. Von den sieben Zechbrudern (Ich kenne sieben list'ge Bruder)
- Op. 48, Vijf liederen voor stem en piano
  1. Freundliche Vision (Nicht im Schlafe)
  2. Ich schwebe (Ich schwebe wie auf Engelsschwingen)
  3. Kling! (Meine Seele gibt reinen Ton)
  4. Winterweihe (In diesen Wintertagen)
  5. Winterliebe (Der Sonne entgegen)
- Op. 49, Acht liederen voor stem en piano
  1. Waldseligkeit (Der Wald beginnt zu rauschen)
  2. In goldener Fulle (Wir schreiten in goldener Fulle)
  3. Wiegenliedchen
  4. Das Lied des Steinklopfers (ich bin kein Minister)
  5. Sie wissen's nicht (Es wohnt ein kleines Vogelein)
  6. Junggesellenschwur (Weine nur nicht)
  7. Wer lieben will, muß leiden
  8. Ach, was Kummer, Qual und Schmerzen
- Op. 50, Feuersnot, opera in een akte
- Op. 51, Twee liederen voor lage stem en orkest
- Op. 52, Taillefer voor gemengd koor, solisten en orkest
- Op. 53, Symphonia Domestica voor orkest
- Op. 54, Salomé, opera in een akte
- Op. 55, Bardengesang voor mannenkoor en orkest
- Op. 56, Zes liederen voor stem en piano
  1. Gefunden (Ich ging im Walde so für mich hin)
  2. Blindenklage (Wenn ich dich frage)
  3. Im Spatboot (Auf der Schiffsbank)
  4. Mit deinen blauen Augen
  5. Frühlingsfeier (das ist des Frühlings traurige Lust!)
  6. Die heiligen drei Könige aus Morgenland
- Op. 57, Twee militaire marsen voor orkest
- Op. 58, Elektra, opera in een akte
- Op. 59, Der Rosenkavalier, opera in drie akten
- Op. 60
  - Le Bourgeois gentilhomme, suite voor orkest
  - Ariadne auf Naxos, opera in een akte
- Op. 61, Festliches Präludium voor orkest en orgel
- Op. 62, Duits motet voor 4 solo stemmen en zesstemmig koor a capella
- Op. 63, Josephslegende, ballet
- Op. 64, Eine Alpensinfonie voor orkest
- Op. 65, Die Frau ohne Schatten, opera in drie akten
- Op. 66, Krämerspiegel, twaalf liederen voor stem en piano
  1. Es war einmal ein Bock
  2. Einst kam der bock als Bote
  3. Es liebte einst ein Hase
  4. Drei Masken sah ich am Himmel stehn
  5. Hast du ein Tongedicht vollbracht
  6. O lieber Künstler sei ermahnt
  7. Unser Feind
  8. Von Händlern wird die Kunst bedroht
  9. Es war einmal eine Wanze
  10. Die Künstler sind die Schöpfer
  11. Die Händler und die Macher
  12. O Schropferschwarm, o Händlerkreis
- Op. 67, Zes Liederen voor hoge stem en piano
  1. Ophelia Lieder - nr. 1: Wie Erkenn Ich Mein Treulieb?
  2. Ophelia Lieder - nr. 2: Guten Morgen, 'S Ist Sankt Valentinstag
  3. Ophelia Lieder - nr. 3: Sie Trugen Ihn Auf Der Bahre Bloss
  4. Wer wird von der Welt verlangen
  5. Hab'ich euch denn je geraten
  6. Wanderers Gemutsruhe (Uber's Niedertrachtige)
- Op. 68, Zes liederen voor stem en piano
  1. An die Nacht (Heilge Nacht)
  2. Ich wollt ein Sträußlein binden
  3. Säusle, liebe Myrte!
  4. Als mir dein Lied erklang (Dein Lied erklang)
  5. Amor
  6. Lied der Frauen
- Op. 69, Vijf kleine liederen (naar gedichten van Clemens Brentano) voor stem en piano
  1. Der Stern (Ich sehe ihn wieder)
  2. Der Pokal (Freunde, weihet den Pokal)
  3. Einerlei (Ihr Mund ist stets derselbe)
  4. Waldesfahrt (Mein Wagen rollet langsam)
  5. Schlechtes Wetter (Das ist ein schlechtes Wetter)
- Op. 70, Schlagobers, ballet in twee akten
- Op. 71, Drie hymnen voor hoge stem en orkest
- Op. 72, Intermezzo, opera in twee akten
- Op. 73, Parergon zur Symphonia Domestica voor piano (linkerhand) en orkest
- Op. 74, Panathenäenzug Symfonisch study voor piano (linkerhand) en orkest
- Op. 75, Die ägyptische Helena, opera in twee akten
- Op. 76, Die Tageszeiten, liederencyclus voor mannenkoor en orkest
- Op. 77, Gesänge des Orients, vijf liederen voor stem en piano
  1. Ihre Augen (Deine gewolbten Brauen)
  2. Schwung (Gebt mir meinen Becher!)
  3. ''Liebesgeschenke (Ich pfluckte)
  4. Die Allmachtige (Die hochste Macht der Erde)
  5. Die Huldigung (Die Perlen meiner Seele)
- Op. 78, Austria, lied voor mannenkoor en orkest
- Op. 79, Arabella, opera in drie akten
- Op. 80, Die schweigsame Frau, opera in drie akten
- Op. 81, Friedenstag, opera in een akte
- Op. 82, Daphne, opera in een akte
- Op. 83, Die Liebe der Danae, opera in drie akten
- Op. 84, Japanische Festmusik, voor orkest
- Op. 85, Capriccio, Opera
- Op. 86, Divertimento voor kamerorkest naar pianostukken van Couperin
- Op. 87, Vier liederen voor bas en piano
  1. Vom kunftigen Alter (Der Frost hat mir bereifet)
  2. Und dann nicht mehr (Ich sah sie nur ein einzigmal)
  3. Im Sonnenschein (Noch eine Stunde labt mich)
- Op. 88, Drie liederen voor stem en piano
  1. Das Bachlein (Du Bachlein silberhell und klar)
  2. Blick vom oberen Belvedere (Fulle du!)

## Werken zonder opusnummer
- An den Baum Daphne voor 9-stemmig koor a capella
- Andante voor hoorn en piano
- Bardengesang voor mannenkoor en orkest (2 versies)
- Burleske in d voor piano en orkest
- Cadenza’s voor Mozarts pianoconcert in c, K491
- Cantate voor mannenkoor
- Concertouverture in c mineur voor orkest
- Das Schloss am Meere, melodrama voor verteller en piano
- Der Bürger als Edelmann, Bewerking in drie akten van Molières Le Bourgeois gentilhomme
- Der Graf von Rom voor stem en piano
- Des Esels Schatten, komedie in zes scenes
- Die Göttin im Putzzimmer voor 8-stemmig koor a capella
- Drei Liebeslieder voor stem en piano
- Duett-Concertino voor klarinet en fagot met strijkorkest
- Durch allen Schall und Klang voor stem en piano
- Durch Einsamkeiten voor mannenkoor a capella
- Vroege lederen voor solo stem en piano
- Einkehr voor solo stem en piano
- Fanfare voor de Wiener Philharmoniker
- Fanfare voor de opening van de muziekweek van de stad Wenen
- Fantasie op Die Frau ohne Schatten
- Feierlicher Einzug der Ritter des Johanniterordens, voor koper en pauken
- Festchor voor koor met piano begeleiding
- Festmarsch in C majeur voor orkest
- Festmarsch in D majeur voor orkest
- Festmusik der Stadt Wien voor koperblazers en pauken
- Festmusik zu lebenden Bildern voor orkest
- Vier letzte Lieder voor hoge stem en orkest
- Toneelmuziek voor Shakespeares Romeo en Julia
- Hans Adam war ein Erdenkloss voor bas en piano
- Hoornconcert nr. 2 in Es majeur
- Hymne voor koor en orkest
- Kanon voor vier stemmen
- Königsmarsch voor orkest
- Malven voor stem en piano
- Metamorphosen voor 23 solostrijkers
- München, gedenkingswals voor orkest (2 versies)
- Concerto pour Hautbois, (1945, het Hoboconcert in D)
- Olympische Hymne voor chorus en orkest
- Parademarsch, Twee Military Marches
- Romanze voor klarinet en orkest
- Serenade in G majeur voor orkest
- Schneiderpolka voor piano of strijkorkest
- Schwäbische Erbschaft voor mannenkoor a capella
- Sinnspruch voor stem en piano
- Soldatenlied voor mannenkoor a capella
- Sonatine nr. 1 in F majeur voor 16 blaasinstrumenten
- Symfonie voor blazers, sonatine nr. 2 voor 16 blaasinstrumenten
- Symfonie in d mineur
- Thema en 15 improvisaties met fuga voor piano
- Drie mannenkoren (a capella)
- Twee stukken voor pianokwartet
- Twee liederen voor tenor/mezzo en gitaar of harp
- Utan Svafvel och Fosvoor voor mannenkoor a capella
- Verklungene Feste, ballet naar pianostukken van Couperin
- Bruiloftsprelude voor twee harmoniums
- Weihnachtslied voor solo stem en piano
- Wir beide wollen springen voor stem en piano
- Xenion Nichts vom Vergänglichen voor stem en piano
- Zugemessne Rhythmen voor stem en piano

## Bewerkingen
- De Brandeburgsche Mars
- Idomeneo (nieuwe versie van Mozarts opera)
- Iphigenie auf Tauris (nieuwe versie van Glucks opera)
- Zes volksliederen (bewerkingen voor mannenkoor)
- Die Ruinen von Athen, toneelstuk met dans en koor, bewerkt van Beethovens Die Geschöpfe des Prometheus